# Diocesi di Pausula
La diocesi di Pausula (in latino Dioecesis Pausulensis) è una sede soppressa e sede titolare della Chiesa cattolica.

## Storia
Pausula, il cui sito si trova nei pressi di Corridonia in provincia di Macerata, fu un'antica sede vescovile, attestata nella seconda metà del V secolo.
Di questa diocesi si conosce il nome di un solo vescovo, Claudio, che partecipò al sinodo romano indetto da papa Ilario e celebrato sotto la sua presidenza nella basilica di Santa Maria Maggiore il 19 novembre 465, e durante il quale furono stabilite norme sulle ordinazioni episcopali e sulle nomine dei vescovi. Nella lista delle presenze, il nome di Claudio Pausulanus è indicato al 29º posto tra Tiberio di Curi e Geronzio di Camerino.
Il concilio del 465 è l'unica testimonianza storica circa l'esistenza di questa sede episcopale, che fu soppressa alla fine del VI secolo o agli inizi del VII secolo, forse per le distruzioni operate dai Goti o dai Longobardi; il suo territorio fu incorporato in quello della sede di Fermo.
Dal 1966 Pausula è annoverata tra le sedi vescovili titolari della Chiesa cattolica; dal 1º marzo 2024 l'arcivescovo, titolo personale, titolare è Mauro Lalli, nunzio apostolico.

## Cronotassi

### Vescovi residenti
- Claudio † (menzionato nel 465)[3]

### Vescovi titolari
- Alfred Kleinermeilert † (3 maggio 1968 - 22 ottobre 2023 deceduto)
- Mauro Lalli, dal 1º marzo 2024